# Eutelsat 33B
O Eutelsat 33B (anteriormente chamado de Eutelsat W1, Eutelsat W5, Eutelsat 70A e Eutelsat 25C) foi um satélite de comunicação geoestacionário europeu construído pela empresa Thales Alenia Space. Ele esteve localizado na posição orbital de 33 graus de longitude leste e era operado pela Eutelsat, com sede em Paris. O satélite foi baseado na plataforma Spacebus-3000B2 e sua vida útil estimada era de 12 anos. O satélite saiu de serviço em outubro de 2015.

## História
O satélite Eutelsat W1 original foi danificado durante a construção de um sistema de extinção de incêndio malfuncioning. Foi declarada uma perda total, mas mais tarde foi reconstruída e concluída no W5. O substituto para o W1, que viria a ser nomeado W1R foi reconfigurado antes do lançamento e, finalmente, lançado como Eurobird 1.
Foi originalmente conhecido como Eutelsat W1. Durante o ano de 1998, houve um incêndio na sua produção na fabricante da Aérospatiale (agora Thales Alenia Space) partes do satélite foram danificados pelo fogo e pela água e foi declarada uma perda total, porém, mais tarde o satélite foi reconstruído e concluído no Eutelsat W5. Entre o tempo que o reparo levou para ser concluído e uma nova data de lançamento ser anunciada, vários anos passaram.
O substituto para o Eutelsat W1, que viria a ser nomeado de Eutelsat W1R foi reconfigurado antes do lançamento e, finalmente, lançado como Eurobird 1.
Em 20 de novembro de 2002, o satélite foi então lançado com a denominação de Eutelsat W5.
No dia 1 de março de 2012 a Eutelsat adotou uma nova designação para sua frota de satélites, todos os satélites do grupo assumiram o nome Eutelsat associada à sua posição orbital e uma letra que indica a ordem de chegada nessa posição, então o satélite Eutelsat W5 foi renomeado para Eutelsat 70A, mas no início de 2013 ele foi transferido para a posição orbital de 25,5° E, e foi renomeado para Eutelsat 25C, mas logo no final do mesmo ano o Satélite foi transferido para a posição orbital de 33° E e mais uma vez ele foi renomeado, agora para Eutelsat 33B.

## Lançamento
O satélite foi lançado com sucesso ao espaço no dia 20 de novembro de 2002, às 22:39 UTC, por meio de um veículo Delta IV, lançado a partir da Estação da Força Aérea de Cabo Canaveral, na Flórida, EUA. Ele tinha uma massa de lançamento de 3.170 kg.

## Capacidade e cobertura
O Eutelsat 33B era equipado com 24 transponders em banda Ku fornecendo conectividade da Europa ocidental através do Oriente Médio e da Ásia Central e Sul.

## Problemas
O satélite sofreu numerosos problemas. A primeira foi durante o teste, quando a fábrica onde estava sendo construído pegou fogo. A causa do incêndio foi determinada a ser uma parede de fibra de carbono, que ficou muito quente quando as antenas foram apontadas para ele e virou-se na potência máxima. O satélite foi coberto de água, causando grandes estragos.
Em 27 de março de 2007, o mesmo começou a se deslocar a oeste a uma velocidade de 0,004° por dia. Não se sabe por que isso começou a acontecer.
Em 16 de junho de 2008, ocorreu uma anomalia na geração de energia e quatro transponders foram perdidos para sempre. Mais tarde, foi revelado que um dos dois painéis solares foi perdido (O motor de acionamento da matriz falhou).
Em 2013 o satélite foi substituído pelo Eutelsat 70B na posição orbital de 70° Leste e foi, então, transferido para 25° Leste e foi renomeado para Eutelsat 25C. No final de 2013 o satélite foi movido mais uma vez, agora para a posição orbital de 33° Leste e foi renomeado desta vez para Eutelsat 33B.
Em outubro de 2015, o Eutelsat 33B chegou ao fim de sua vida operacional há um mês mais cedo do que o esperado, após a perda de seu segundo painel solar. A continuidade do serviço para seus clientes foi assegurada através de outros recursos na frota da Eutelsat.